# Fokylides
Fokylides – starożytny poeta grecki z VI wieku p.n.e.
Pochodził z Miletu. Był autorem gnomicznych utworów elegijnych i heksametrycznych, które opatrywał na początku formułką (sfragis) To także jest zdanie Fokylidesa. Nie wszystkie jego utwory są uważane za autentyczne. Z pewnością  nieautentyczny jest składający się z 230 heksametrów utwór Gnomy Fokylidesa, napisany w I lub II wieku n.e. zbiór sentencji, w którym widoczne są wpływy greckiej i żydowskiej myśli filozoficznej.